# Эвпатриды
Эвпатри́ды, евпатриды (др.-греч. εὐπατρίδαι — от εὖ, «хороший, славный» и πατήρ, «отец» — букв. «благородные») — древнейшая аттическая аристократия, лишённая реформами Солона преимуществ перед остальными гражданами Афин (когда основой социальной стратификации стало не происхождение, а имущественное положение, — отмечает А. Н. Чанышев). Создание класса эвпатридов традиция приписывает Теcею — по преданию, он разделил общество Аттики на эвпатридов, геоморов (земледельцев) и демиургов (ремесленников). «Ведущие свой род от родоначальников полубогов-героев, тем самым идеологически обосновывающие своё право на господство», — отмечает А. Н. Чанышев об их власти. Плутарх проводит параллель между эвпатридами и римскими патрициями.